# Carlos Escudero
Carlos Alberto Escudero Lavado (11 de enero de 1982) es un exfutbolista Chileno, que jugó como volante. Actualmente se desempeña como técnico de Deportes Antofagasta.

## Clubes como jugador
| Club                 | País  | Años      |
| -------------------- | ----- | --------- |
| Ñublense             | Chile | 2005      |
| Deportes Copiapó     | Chile | 2006-2007 |
| Deportes Concepción  | Chile | 2008      |
| San Luis             | Chile | 2009-2010 |
| Deportes Antofagasta | Chile | 2010-2015 |

## Clubes como entrenador
| Club                 | País  | Años |
| -------------------- | ----- | ---- |
| Deportes Antofagasta | Chile | 2025 |

## Títulos

### Nacionales
| Título    | Club                 | País  | Año    |
| --------- | -------------------- | ----- | ------ |
| Primera B | San Luis             | Chile | 2009-C |
| Primera B | Deportes Antofagasta | Chile | 2011   |